# Space Quest II: Vohaul’s Revenge
Space Quest II: Vohaul’s Revenge — приключенческая игра, разработанная Sierra Entertainment. Дата релиза — 14 ноября 1987 года. Сиквел первой части серии Space Quest — The Sarien Encounter.

## Сюжет
Сначала игроку в комическом стиле кратко пересказывают сюжет первой части, где уборщик Роджер Вилко стал героем планеты Ксенон. Также в этом вступлении игрок узнаёт, кто был главным негодяем (командующий атакой сариенов на корабль «Аркада» в предыдущей части игры) в истории несостоявшегося разрушения Ксенона — безумного учёного Слажда Вохаула — и как он сошёл с ума. Далее начинается сюжет второй части.
Роджер Вилко, благодаря своему статусу героя Ксенона, был отправлен на Ксенонскую Орбитальную Станцию 4 и получил там должность главного (и единственного) уборщика. Вскорости наступившую идиллию нарушает Сладж Вохаул, похищая Роджера…
Главному герою вскоре везёт — корабль с ним на борту терпит аварийную посадку на планете Лабион и Роджеру удаётся сбежать из плена. Пройдя через опасные джунгли планеты Вилко добирается до базы-астероида Сладжа Вохаула, чтобы помешать исполнению его второго плана по уничтожению жизни в галактике. На этот раз с помощью клонированных страховых агентов.
В итоге Роджер взрывает базу-астероид и благополучно драпает оттуда перед взрывом на космическом челноке, однако перед этим ему пришлось погрузиться в криосон, что стало завязкой к Space Quest III: The Pirates of Pestulon.

## Реакция критики
Игра Space Quest II была хорошо воспринята как критиками, так и игроками. Как отметил обозреватель Computer Gaming World, что, «хотя игра похожа на оригинальную Space Quest, добавление более подробной анимации, более сложных головоломок, улучшенного парсера [команд] (ура!), и более широкий охват сюжета делает хорошую игру еще лучше». Однако, критике были подвергнуты неясные описания некоторых предметов, и то что некоторые головоломки скрыты от игрока. Кейт Маккандлес из Macworld заметил, что «что как и оригинальная игра, Space Quest II преуспевает со своими юморными анимациями и сценарием».
В ретроспективном обзоре автор Adventure Games отметил, что «несмотря на множество мест для разочарования, есть достаточно юмора и умного дизайна, ради которых стоит пробираться через грубо сделанные места».